# WTA Elite Trophy 2017
El WTA Elite Trophy 2017 fue un torneo de tenis de mujeres que se jugó en Zhuhai, China. Fue la tercera edición del evento singles y dobles. El torneo se disputó por doce jugadores de individuales y seis equipos de dobles. Dicho evento sustituyó el WTA Tournament of Champions.

## Torneo

### Clasifican
En individuales, el total de puntos se calculan mediante la combinación de puntos totales de dieciséis torneos. De estos dieciséis torneos, los resultados de un jugador de los cuatro Grand Slam eventos, los cuatro obligatorios Premier torneos, y los mejores resultados de dos Premier 5 torneos deben ser incluidos. 
En dobles, el total de puntos se calculan mediante una combinación de once torneos durante todo el año. A diferencia de en singles, esta combinación no es necesario incluir los resultados de los Grand Slams y torneos de nivel Premier.
A raíz de la BNP Paribas WTA Finales Singapur presentado por Carolina del Sur Global en el calendario de tenis, campo de singles de 12 jugadores de Zhuhai constará de jugadoras clasificadas entre la No.9 y la No.20, junto con un solo comodín y seis equipos de dobles. Las eliminatorias competirán en una de cuatro grupo de formato de round robin, con los ganadores de cada grupo avanzando a las semifinales.

### Formato
El evento cuenta con doce jugadoras en single un evento de round robin, divididos en cuatro grupos de tres. Durante los primeros cuatro días de competición, cada jugadora cumple con las otras dos jugadoras en su grupo, con la ganadora de cada grupo avanzando a la semifinal. Las ganadoras de cada semifinal se reúnen en el partido por el campeonato. Los seis equipos de dobles se dividirán en dos grupos de round robin, y las ganadoras de cada uno de los grupos de avanzar a la final.

#### Desempate en el Round-Robin
Las posiciones finales de cada grupo se determinaron por el primero de los siguientes métodos que aplican:
1. Mayor número de victorias.
2. Mayor número de partidos disputados.
3. Resultados-Cabeza a cabeza

## Los premios en metálico y puntos
El total de premios para los Huajin Valores 2017, WTA Elite Trophy Zhuhai 2017 Finales de la WTA fue de US $ 2,280,935.
| Escenario                           | Singles          | Singles  | Dobles           | Dobles |
| Escenario                           | Dinero en premio | Puntos   | Dinero en premio | Puntos |
| ----------------------------------- | ---------------- | -------- | ---------------- | ------ |
| Campeona                            | RR1 + $450,000   | RR + 260 | RR1 + $20,000    | —      |
| Subcampeona                         | RR + $150,000    | RR + 200 | RR1 + $10,000    | —      |
| Semifinalistas                      | RR + $15,000     | RR       | —                | —      |
| Round Robin por ganar cada partido  | $92,500          | 120      | $5,000           | —      |
| Round Robin por perder cada partido | $20,000          | 40       | —                | —      |
| Cuota de participación              | —                | —        | 15,000           | —      |
| Suplentes                           | $10,000          | —        | —                | —      |

- 1 RR significa recompensas o puntos ganados en la ronda de todos contra todos.

## Carrera a Elite Trophy
Las 2 tablas de abajo son parte de la tabla de carretera a Singapur

### Individuales
| AUS                     | FRA                      | WIM     | USO     | INW     | MIA     | MAD     | BEI     | DUB     | ROM     | CAN     | CIN     | WUH     | 1       | 2       | 3      | 4      | 5      | 6      |        |        |      |    |
| 9                       | Johanna Konta            | CF 430  | R128 10 | SF 780  | R128 10 | R32 65  | G 1000  | R64 10  | R64 10  | A 0     | R16 105 | R32 1   | CF 190  | R32 1   | G 470  | SF 185 | F 180  | SF 110 | R16 55 | R16 55 | 3665 | 18 |
| 10                      | Kristina Mladenovic      | R128 10 | CF 430  | R64 70  | R128 10 | SF 390  | R64 10  | F 650   | R64 10  | R16 105 | R64 1   | R64 1   | R64 1   | R64 1   | G 470  | F 305  | F 180  | CF 100 | CF 60  | R16 55 | 2885 | 23 |
| 11                      | Svetlana Kuznetsova      | R16 240 | R16 240 | CF 430  | R64 70  | F 650   | R16 120 | CF 215  | R64 10  | A 0     | R16 105 | R32 1   | CF 190  | R32 1   | CF 100 | CF 100 | CF 100 | R16 55 | R16 55 |        | 2856 | 18 |
| 12                      | Coco Vandeweghe          | SF 780  | R128 10 | CF 430  | SF 780  | R64 10  | R64 10  | CF 215  | R32 65  | R64 1   | A 0     | R64 1   | R64 1   | A 0     | F 305  | R16 55 | R16 55 | R16 55 | R32 1  |        | 2819 | 16 |
| 13                      | Sloane Stephens          | A 0     | A 0     | A 0     | G 2000  | A 0     | A 0     | A 0     | R64 10  | A 0     | A 0     | SF 350  | SF 350  | R32 1   | R32 1  |        |        |        |        |        | 2722 | 7  |
| 14                      | Anastasia Pavlyuchenkova | CF 430  | R64 70  | R128 10 | R128 10 | CF 215  | R32 65  | R64 10  | R32 65  | R64 1   | R16 105 | R32 60  | R64 1   | R64 1   | F 305  | G 280  | G 280  | F 180  | CF 100 | CF 100 | 2425 | 24 |
| 15                      | Anastasija Sevastova     | R32 130 | R32 130 | R64 70  | CF 430  | R64 10  | R64 10  | SF 390  | R64 10  | SF 350  | R32 60  | R32 60  | R16 105 | R64 1   | G 280  | CF 100 | CF 100 | CF 60  | CF 60  | R16 30 | 2295 | 24 |
| 16                      | Madison Keys             | A 0     | R64 70  | R64 70  | F 1300  | R16 120 | R32 65  | R64 10  | A 0     | A 0     | R64 1   | A 0     | R16 105 | R32 1   | G 470  | R16 1  |        |        |        |        | 2213 | 13 |
| 17                      | Elena Vesnina            | R32 130 | R32 130 | R64 70  | R32 130 | G 1000  | R64 10  | R64 10  | R16 120 | R16 105 | R64 1   | R32 60  | R32 60  | R16 105 | CF 100 | R16 55 | R16 55 | R16 55 | R32 1  | R32 1  | 2195 | 24 |
| 18                      | Julia Görges             | R64 70  | R128 10 | R128 10 | R16 240 | R32 65  | R32 65  | R64 10  | R32 65  | A 0     | R16 105 | R64 1   | CF 190  | R32 60  | G 470  | F 180  | F 180  | F 180  | SF 110 | SF 110 | 2060 | 22 |
| 19                      | Angelique Kerber         | R16 240 | R128 10 | R16 240 | R128 10 | R16 120 | CF 215  | R16 120 | R32 65  | SF 350  | R32 1   | R16 105 | R32 1   | R64 1   | SF 185 | F 180  | CF 100 | CF 100 | R16 1  | R16 1  | 2042 | 21 |
| 20                      | Ashleigh Barty           | R32 130 | R128 10 | R128 10 | R32 130 | A 0     | R64 35  | A 0     | R32 10  | A 0     | A 0     | R16 135 | R16 135 | F 585   | F 305  | G 298  | CF 70  | CF 60  | R16 55 | Q3 28  | 2031 | 17 |
| 21                      | Serena Williams          | G 2000  | A 0     | A 0     | A 0     | A 0     | A 0     | A 0     | A 0     | A 0     | A 0     | A 0     | A 0     | A 0     | R16 30 |        |        |        |        |        | 2030 | 2  |
| 22                      | Magdaléna Rybáriková     | A 0     | R64 70  | SF 780  | R32 130 | A 0     | A 0     | A 0     | R32 65  | A 0     | A 0     | R32 60  | Q2 20   | R64 1   | F 180  | G 140  | G 140  | G 115  | SF 110 | G 80   | 1999 | 15 |
| 23                      | Barbora Strýcová         | R16 240 | R64 70  | R64 70  | R64 70  | R32 65  | R16 120 | R32 65  | CF 215  | R32 1   | R32 60  | R16 105 | R64 1   | R32 60  | G 280  | SF 185 | SF 110 | SF 110 | CF 100 | CF 100 | 1965 | 24 |
| ↓ Suplentes ↓           |                          |         |         |         |         |         |         |         |         |         |         |         |         |         |        |        |        |        |        |        |      |    |
| 24                      | Daria Kasatkina          | R128 10 | R32 130 | R64 70  | R16 240 | R64 10  | R64 10  | R64 10  | CF 215  | R64 1   | R64 1   | R32 60  | R32 60  | R16 105 | G 470  | F 305  | CF 100 | CF 100 | R16 55 | R16 55 | 1950 | 21 |
| 25                      | Daria Gavrilova          | R16 240 | R128 10 | R128 10 | R64 70  | R32 65  | R64 10  | R64 10  | R16 120 | A 0     | CF 190  | R32 60  | R32 60  | R64 1   | G 470  | F 180  | F 180  | CF 100 | CF 60  | R16 55 | 1865 | 22 |
| 26                      | Dominika Cibulková       | R32 130 | R64 70  | R32 130 | R64 70  | R16 120 | R16 120 | R32 65  | R64 10  | R32 1   | R32 1   | R32 60  | R16 105 | R16 105 | F 305  | SF 185 | SF 185 | CF 100 | CF 100 | CF 100 | 1860 | 22 |
| ↓ Wildcard / Invitada ↓ |                          |         |         |         |         |         |         |         |         |         |         |         |         |         |        |        |        |        |        |        |      |    |
| 27                      | Shuai Peng               | R64 70  | R128 10 | R32 130 | R64 70  | R16 150 | R32 65  | R64 10  | R16 120 | R16 120 | R64 1   | R64 1   | R64 1   | R32 60  | G 280  | F 180  | G 140  | SF 110 | SF 110 | CF 100 | 1745 | 25 |

- Actualizado hasta el 21 de octubre del 2017.

     Jugadoras que clasificaron al WTA Elite Trophy.
     Jugadora que fue invitada al WTA Elite Trophy.
     Jugadoras que se dieron de baja.

### Dobles
| Tenista                    | Ranking | Preclasificada |
| Raluca Olaru Olga Savchuk  | 69      | 1              |
| Alicja Rosolska Anna Smith | 77      | 2              |
| Lu Jingjing Zhang Shuai    | 182     | 3              |
| Duan Yingying Han Xinyun   | 275     | 4              |

## Finales

### Individuales
| Fecha      | Partido         | Partido | Partido       | Resultado |
| ---------- | --------------- | ------- | ------------- | --------- |
| 05.11.2017 | Coco Vandeweghe | 0-2     | Julia Goerges | 5-7, 1-6  |

### Dobles
| Fecha      | Partido                  | Partido | Partido                 | Resultado |
| ---------- | ------------------------ | ------- | ----------------------- | --------- |
| 05.11.2017 | Duan Yingying Han Xinyun | 2-0     | Lu Jingjing Shuai Zhang | 6-2, 6-1  |